# Austroargiolestes calcaris
Austroargiolestes calcaris är en trollsländeart som först beskrevs av Fraser 1958.  Austroargiolestes calcaris ingår i släktet Austroargiolestes och familjen Megapodagrionidae. IUCN kategoriserar arten globalt som livskraftig. Inga underarter finns listade i Catalogue of Life.